# Вівчарик широкобровий
Вівча́рик широкобровий (Phylloscopus claudiae) — вид горобцеподібних птахів родини вівчарикових (Phylloscopidae). Гнідиться в Китаї, зимує в Південно-Східній Азії. Раніше вважався підвидом рододендрового вівчарика, однак був визнаний окремим видом.

## Поширення і екологія
Широкоброві вівчарики гніздяться в центральному і північно-східному Китаї, від центрального Сичуаня на схід до Хубея і на північ до Ганьсу, Шаньсі, Шеньсі і Хубея. Взимку вони мігрують до Північно-Східної Індії, Бангладеш, М'янми, Таїланду, південного Китаю (Юньнань), північних Лаосу і В'єтнаму. Широкоброві вівчарики живуть в широколистяних і мішаних лісах, місцями в хвойних лісах, на висоті від 1500 до 2550 м над рівнем моря. Живляться комахами та іншими дрібними безхребетними. Сезон розмноження триває з лютого по черевень. Гніздо кулеподібне, в кладці від 4 до 5 яєць.